# Hrnčiřík prostý
Hrnčiřík prostý (Furnarius rufus) je pták z čeledi hrnčiříkovitých. Obývá východní část Jižní Ameriky, jeho areál je vymezen okrajem Amazonského pralesa, předhůřím And a Patagonií.

## Vzhled
Hrnčiřík prostý dosahuje délky okolo 20 cm a váhy okolo 50 gramů. Zobák je tenký a 2,5 cm dlouhý, rozpětí křídel činí 27 cm.
Hřbet a hlava jsou zbarveny rezavohnědě, hruď, břicho a spodní strana křídel jsou světle šedé. Pohlavní dimorfismus je minimální.

## Způsob života
Hrnčiřík se zdržuje většinou na zemi a sbírá hmyz, který je jeho hlavní potravou. Původně byl obyvatelem otevřených savan, ale zvykl si na synantropní způsob života, běžně hnízdí ve velkých městech a živí se různými odpadky. Žije v párech, doba rozmnožování trvá od srpna do prosince. Staví si soudkovitá hnízda ze směsi bláta a stébel, která mají průměr až 30 cm a váží okolo 5 kg. Hnízda jsou umístěna na stromech nebo dřevěných sloupech, jejich budování trvá až tři týdny a je při ní nutno přenést v zobáku přes dva tisíce dávek materiálu, na stavbě se podílejí oba partneři. Hnízda chrání před nepřízní počasí i před predátory (hrnčiříky loví hlavně káně orlí). Hrnčiřík se stává obětí hnízdních parazitů, jako je kukačka žíhaná. Po vyvedení mláďat hrnčiřík hnízdo opouští, pak se do něj často nastěhují další ptáci, například šafránka velká.

## Hrnčiřík a člověk
Kvůli podobnosti tvaru hnízda s pecí na chleba se hrnčiříkovi v Argentině přezdívá hornero (pekař). Pro hlasitý veselý zpěv a přátelské chování je natolik oblíbený, že byl v roce 1928 vyhlášen národním ptákem Argentiny, byl také vyobrazen na mincích. Leopoldo Lugones napsal o hrnčiříkovi oslavnou báseň.

## Geografické poddruhy
- F. r. rufus: Uruguay, Argentina, jih Brazílie.
- F. r. albogularis: východ Brazílie.
- F. r. commersoni: západ Brazílie a východ Bolívie.
- F. r. paraguayae: Paraguay, sever Argentiny.
- F. r. schuhmacheri: jih Bolívie.